# Liste der brasilianischen Botschafter in Thailand
Der brasilianische Botschafter residiert in der 34. Etage des Lumpini Tower in Bangkok. Er ist regelmäßig auch bei den Regierungen in Phnom Penh, (Kambodscha) und Vientiane (Laos) akkreditiert. Bis 1982 war er auch regelmäßig bei der Regierung in  Singapur und Kuala Lumpur akkreditiert.
| Ernannt / Akkreditiert | Name                                   | Bemerkungen | ernannt von               | akkreditiert bei    | Posten verlassen |
| ---------------------- | -------------------------------------- | --- | ------------------------- | ------------------- | ---------------- |
| 12. Dez. 1959          | Faust Cardona                          | Geschäftsträger 1962: Botschafter in Lagos | Juscelino Kubitschek      | Sarit Thanarat      | 25. Juli 1961    |
| 26. Juli 1961          | Luiz de Souza                          | Geschäftsträger | Jânio Quadros             | Sarit Thanarat      | 19. Aug. 1962    |
| 20. Aug. 1962          | Bandeira Livieto Justino de Souza      | Geschäftsträger | Jânio Quadros             | Sarit Thanarat      | 19. Sep. 1962    |
| 20. Sep. 1962          | Luiz de Souza Bandeira                 | Geschäftsträger | Jânio Quadros             | Sarit Thanarat      | 15. Nov. 1962    |
| 16. Nov. 1962          | Livieto Justino de Souza               | Geschäftsträger | Jânio Quadros             | Sarit Thanarat      | 19. Jan. 1963    |
| 20. Jan. 1963          | Antonio Roberto de Arruda Botelho      | | Jânio Quadros             | Thanom Kittikachorn | 22. Nov. 1964    |
| 23. Nov. 1964          | Lindolfo Leopoldo Collor               | Geschäftsträger | Pascoal Ranieri Mazzilli  | Thanom Kittikachorn | 26. Okt. 1965    |
| 27. Okt. 1965          | Murillo Gurgel Valente                 | Geschäftsträger | Humberto Castelo Branco   | Thanom Kittikachorn | 27. Feb. 1966    |
| 28. Feb. 1966          | Leonardo Eulálio do Nascimento e Silva | Botschafter | Humberto Castelo Branco   | Thanom Kittikachorn | 20. Jan. 1971    |
| 22. Apr. 1971          | Jorge de Oliveira Maia                 | 1956 Konsul in Düsseldorf, 1966 außerordentlicher Gesandter in Bukarest, 1977 Botschafter in Malaysia                                                              | Aurélio de Lira Tavares   | Thanom Kittikachorn | 20. Apr. 1973    |
| 1. Jan. 1975           | Jorge de Oliveira Maia                 | | Ernesto Geisel            | Seni Pramoj         | 15. Feb. 1975    |
| 16. Feb. 1975          | Francisco de Lima e Silva              | Geschäftsträger | Ernesto Geisel            | Seni Pramoj         | 22. Feb. 1975    |
| 23. Feb. 1975          | Jorge de Oliveira Maia                 | | Ernesto Geisel            | Seni Pramoj         | 8. März 1975     |
| 9. März 1975           | Francisco de Lima e Silva              | Geschäftsträger | Ernesto Geisel            | Seni Pramoj         | 27. März 1975    |
| 28. März 1975          | Jorge de Oliveira Maia                 | | Ernesto Geisel            | Seni Pramoj         | 15. Apr. 1975    |
| 16. Apr. 1975          | Flavio Mendes de Oliveira Castro       | Geschäftsträger | Ernesto Geisel            | Seni Pramoj         | 17. Aug. 1975    |
| 19. Aug. 1975          | Jorge de Oliveira Maia                 | | Ernesto Geisel            | Seni Pramoj         | 26. Aug. 1975    |
| 27. Aug. 1975          | Flavio Mendes de Oliveira Castro       | Geschäftsträger | Ernesto Geisel            | Seni Pramoj         | 3. Sep. 1975     |
| 4. Sep. 1975           | Ovídio de Andrade Melo                 | (* 17. September 1925 in Barra do Pirai Rio de Janeiro) Bachelor of Laws 11. November 1975: Botschafter in Luanda (Angola) 1982: Botschafter in Kingston (Jamaika) | Ernesto Geisel            | Seni Pramoj         | 1982             |
| 30. Juni 1988          | Joaquim Ignácio Amazonas Macdowell     | (* 25. November 1931 in Belém (Pará)) | José Sarney               | Prem Tinsulanonda   |                  |
| 1999                   | Fernando José de Carvalho Lopes        | | Fernando Henrique Cardoso | Chuan Leekpai       | 2001             |
| 2007                   | Edgard Telles Ribeiro                  | | Luiz Inácio Lula da Silva | Surayud Chulanont   | 2009             |
| 2010                   | Paulo Cesar Meira de Vasconcellos      | | Luiz Inácio Lula da Silva | Samak Sundaravej    |                  |